# 1640 Nemo
1640 Nemo (1951 QA) là một tiểu hành tinh bay qua Sao Hỏa được phát hiện ngày 31 tháng 8 năm 1951 bởi S. Arend ở Uccle.